# Andrena aburana
Andrena aburana är en biart som beskrevs av Hirashima 1962. Andrena aburana ingår i släktet sandbin, och familjen grävbin. Inga underarter finns listade i Catalogue of Life.